# Burggrafenamt

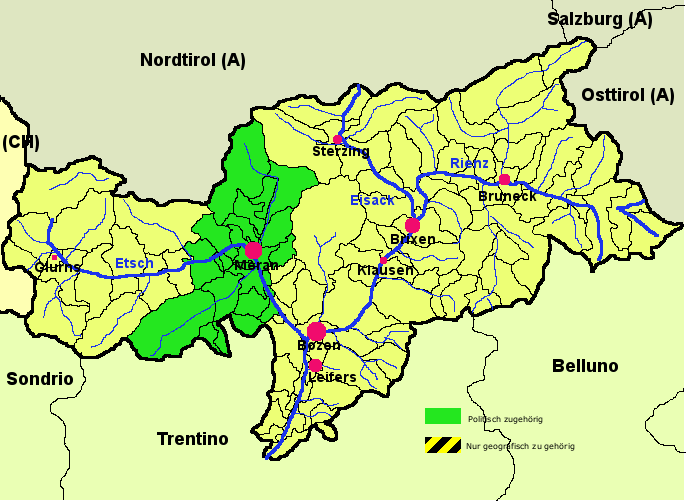
Kaart van Zuid-Tirol met in het groen de districtsgemeenschap Burggrafenamt

Het Burggrafenamt (Italiaans: Burgraviato, Ladinisch: Burgraviat) is een van de acht districtsgemeenschappen (Duits: Bezirksgemeinschaft; Italiaans: comunità comprensoriale; Ladinisch: cumunità raion of comunitè comprensoriala) in Zuid-Tirol. 

## Geschiedenis
Het gebied dankt zijn naam niet aan de vele kastelen en burchten (Duits: Burgen) in de omgeving, maar is vernoemd naar de vroegere vorst van het gebied, een Burggraaf.
De districtsgemeenschap werd opgericht in 1971. Oorspronkelijk behoorden 23 gemeenten tot de gemeenschap. In 1973 traden ook de gemeentes Partschins, Plaus en Naturns toe. In 1986 kwam ook Meran erbij. De gemeenten Unsere Liebe Frau im Walde en Sankt Felix fuseerden in 1974.

## Geografie
De districtsgemeenschap ligt in het westen van de provincie Zuid-Tirol. Het Burggrafenamt strekt zich uit over een oppervlakte van 1.101 km². De dalen Passeiertal, Ultental, Nonstal en een deel van het Etschtal behoren tot het gebied.
Meran is de hoofdstad. 

### Gemeenten
Het Burggrafenamt omvat de volgende gemeenten:
1. Algund,
2. Burgstall,
3. Gargazon,
4. Hafling,
5. Kuens,
6. Lana,
7. Laurein,
8. Marling,
9. Meran,
10. Moos,
11. Nals,
12. Naturns,
13. Partschins,
14. Plaus,
15. Proveis,
16. Riffian,
17. Sankt Leonhard,
18. Sankt Martin,
19. Sankt Pankraz,
20. Schenna,
21. Tirol,
22. Tisens,
23. Tscherms,
24. Ulten,
25. Unsere Liebe Frau im Walde-Sankt Felix,
26. Vöran.

## Demografie
De districtsgemeenschap telt (2014) rond de 100.000 inwoners. 78,66% van de bevolking spreekt Duits als moedertaal, 21,06% Italiaans en 0,28% Ladinisch.